# 蟄居美洲石鱥
蟄居美洲石鱥（學名：Lythrurus umbratilis）為輻鰭魚綱鯉形目雅羅魚科的其中一種，分布於北美洲美國、加拿大的五大湖及密西西比河流域，本魚體細長且側扁，大眼睛，身體呈淺橄欖色，魚脊上有一條暗色條紋。繁殖期時雄魚的側面通常呈銀色並帶有微紅色調，體長可達8.8公分，棲息在沙石底質、流動緩慢的溪流或水塘，繁殖期在6至8月，會築巢產卵，屬雜食性，以藻類及水生昆蟲為食。